# Drobeš
Drobesh en albanais et Drobeš en serbe latin (en serbe cyrillique : Дробеш) est une localité du Kosovo située dans la commune/municipalité de Viti/Vitina, district de Gjilan/Gnjilane (Kosovo) ou district de Kosovo-Pomoravlje (Serbie). Selon le recensement kosovar de 2011, elle compte 1 844 habitants.

## Démographie

### Évolution historique de la population dans la localité
| 1948 | 1953 | 1961 | 1971 | 1981 | 1991  | 2011  |
| ---- | ---- | ---- | ---- | ---- | ----- | ----- |
| 495  | 551  | 481  | 689  | 966  | 1 288 | 1 844 |

|  |

### Répartition de la population par nationalités (2011)
En 2011, les Albanais représentaient 99,62 % de la population.